# Midnight (Doctor Who)
"Midnight" (intitulado "Meia-Noite" no Brasil) é o décimo episódio da quarta temporada da série de ficção científica britânica Doctor Who, transmitido originalmente através da BBC One em 14 de junho de 2008. Foi escrito por Russell T Davies e dirigido por Alice Troughton.
O episódio se passa principalmente a bordo de um pequeno veículo de turismo, que para no meio de um passeio na superfície hostil do planeta Meia-Noite e tem sua cabine destruída com seu motorista e mecânico. A entidade invisível é retratada apenas por meio de efeitos sonoros e sua possessão de uma das passageiras do veículo, Sky Silvestry (Lesley Sharp), que repete as palavras dos outros tripulantes a bordo.
O episódio colocou muito mais ênfase no papel de David Tennant como o Décimo Doutor do que no resto da quarta temporada, no qual sua  acompanhante, Donna Noble (Catherine Tate), desempenha apenas um papel mínimo. Por esta razão, Stephen James Walker descreveu este episódio em seu livro Monsters Within como sendo "companion-lite".

## Enredo
O Doutor e Donna visitam o planeta resort Meia-Noite, cuja superfície é banhada por radiação letal de sua estrela. O Doutor faz um passeio de ônibus espacial para visitar uma cachoeira feita de safiras. Ele vai sozinho, pois não consegue convencer Donna a deixar o conforto do spa local.
No meio do caminho, o ônibus para inesperadamente; o Doutor se junta ao Motorista Joe e ao Mecânico Claude na cabine e eles veem todos os sistemas aparentemente operacionais, mas o veículo simplesmente não se move. O Doutor pede a Joe para abrir brevemente a blindagem de radiação da cabine para ver o que pode estar causando o problema, e antes que eles sejam forçados a fechá-los novamente, Claude afirma ter visto algo se movendo do lado de fora. Joe chama um ônibus espacial de resgate, que levará algum tempo para chegar.
O Doutor retorna para a cabine, enquanto ele, a aeromoça e outros passageiros ouvem batidas nas laterais do ônibus. As batidas parecem seguir seus movimentos, mas logo vêm do mesmo lado do ônibus espacial onde uma passageira, Sky, está encolhida. Quando o ônibus é balançado violentamente, a aeromoça verifica a situação com Joe e Claude, mas descobre que a cabine foi arrancada. O Doutor e outros passageiros veem Sky se comportando estranhamente, repetindo o que eles estão dizendo, assustando os tripulantes que pensam que ela foi possuída pelo que havia lá fora. Sky começa a falar simultaneamente com os passageiros, aumentando a paranoia entre o grupo. Eles começam a debater sobre jogar Sky na superfície do planeta, o que após a objeção do Doutor os leva a ameaçar jogá-lo para fora também. Sky então começa a repetir apenas o que o Doutor diz.
Enquanto o Doutor tenta argumentar com Sky, ele de repente parece incapaz de se mover e ela começa a dizer coisas antes que o Doutor as repita, fazendo os outros passageiros acreditarem que a entidade se moveu para possuí-lo. Incapazes de se comunicar com o Doutor, os passageiros logo atingem níveis histéricos de paranoia e Sky tenta convencê-los de que ela voltou ao normal e que eles devem jogar o Doutor para fora do ônibus. Enquanto a maioria dos outros passageiros começa a puxá-lo em direção à porta, a aeromoça, ouvindo Sky usar algumas das frases incomuns do Doutor, percebe que ela ainda está possuída. A aeromoça joga a si mesma e Sky para fora da cabine na radiação. O Doutor é libertado e os passageiros do ônibus espacial são resgatados e devolvidos ao resort.